# 毛多克穆阿尔山
毛多克穆阿尔山（英語：Mowdok Mual）是位于孟加拉国和缅甸边界上的一座山峰，海拔1052米，被认为是孟加拉国最高点。
毛多克穆阿尔山不是官方公布的孟加拉国最高点，但是很多数据表明孟加拉国没有比它更高的山。2006年2月，一名英国探险家使用GPS测得的高度为1064米。但是航天飞机雷达地形测绘计划的数据显示该峰的高度为1052米。